# Pilosocereus catingicola
Pilosocereus catingicola är en kaktusväxtart som först beskrevs av Robert Louis August Maximilian Gürke och fick sitt nu gällande namn av Ronald Stewart Byles och Gordon Douglas Rowley. 
Pilosocereus catingicola ingår i släktet Pilosocereus och familjen kaktusväxter.

## Underarter
Arten delas in i följande underarter:
- P. c. catingicola
- P. c. salvadorensis

## Bildgalleri

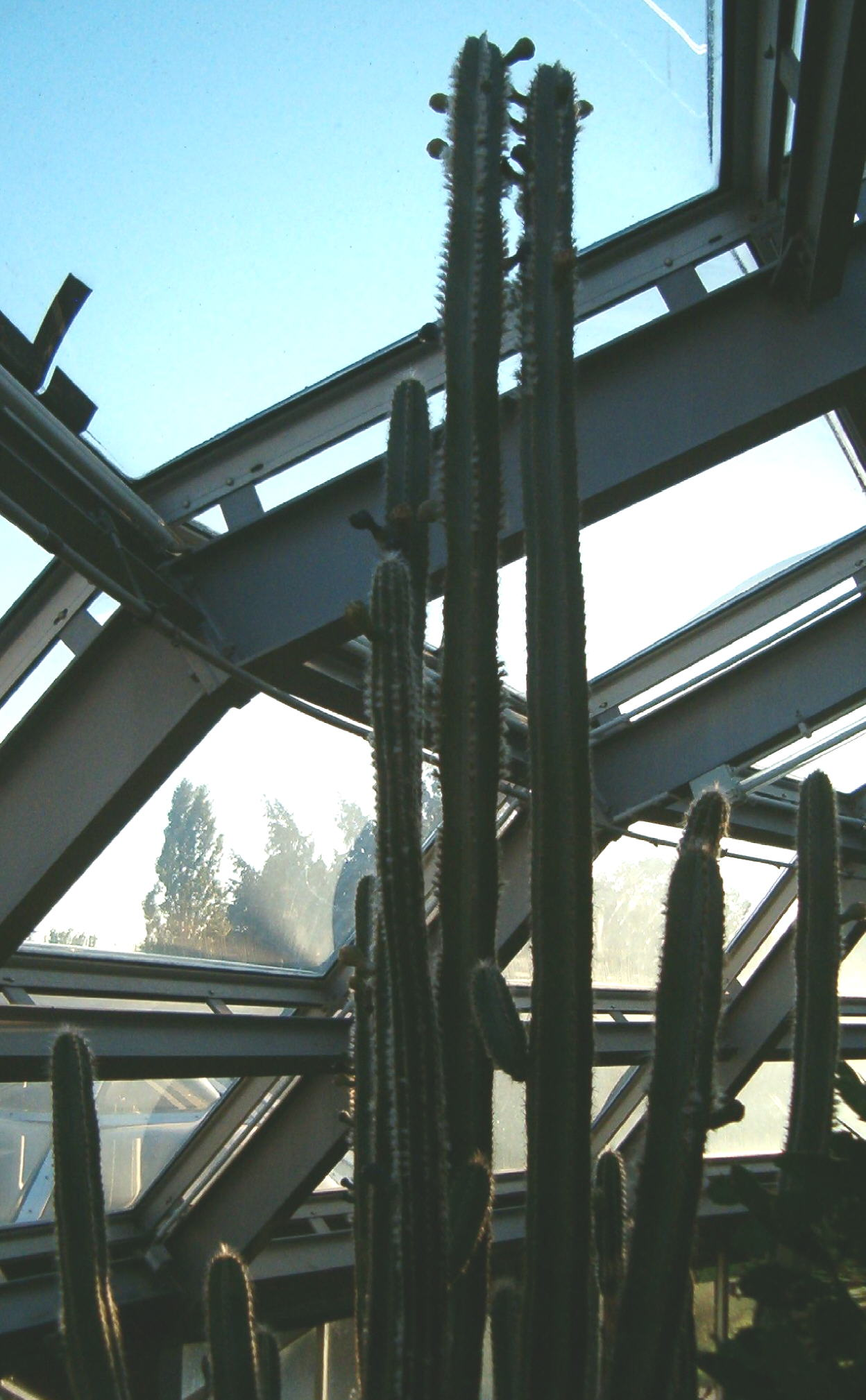
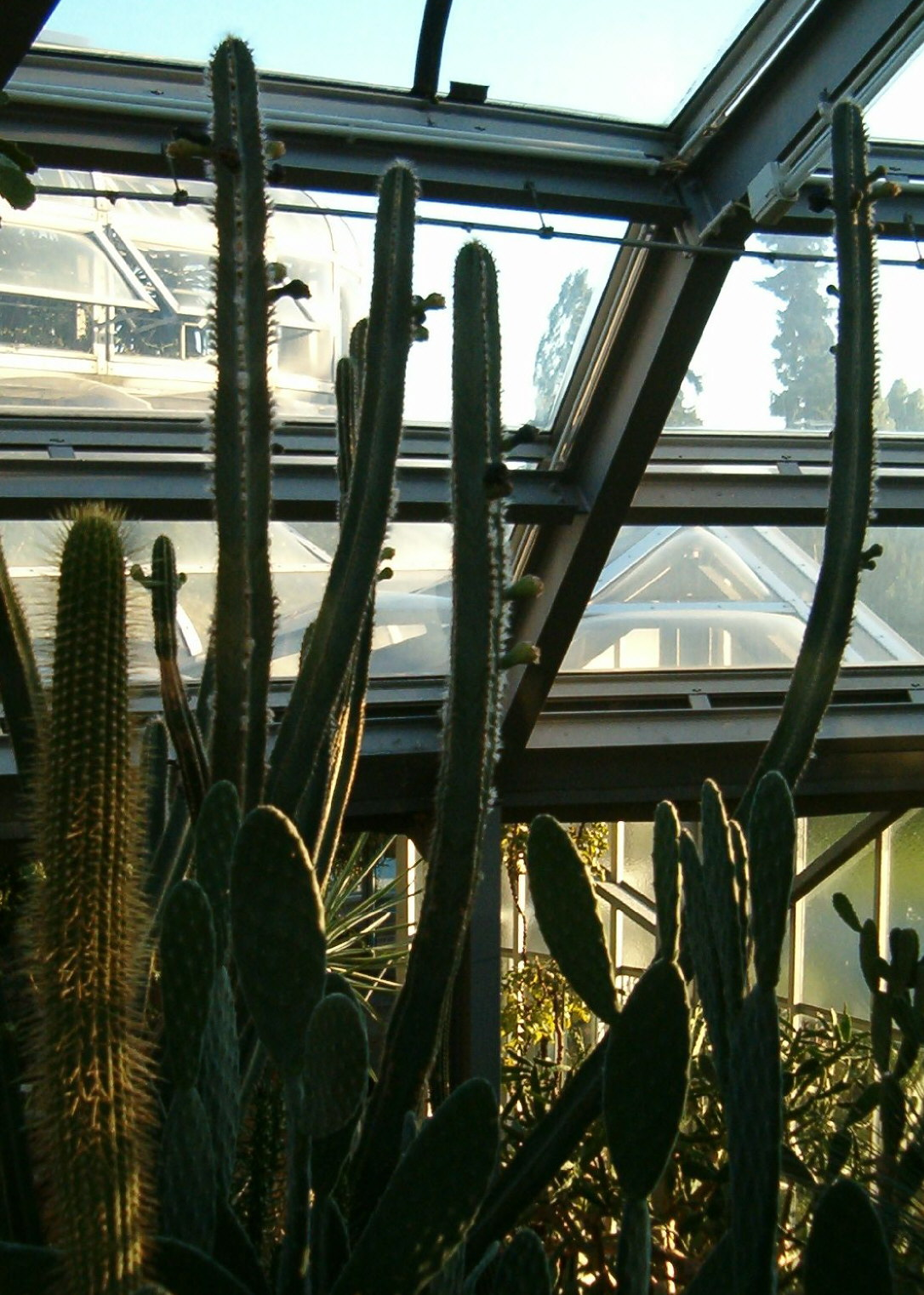
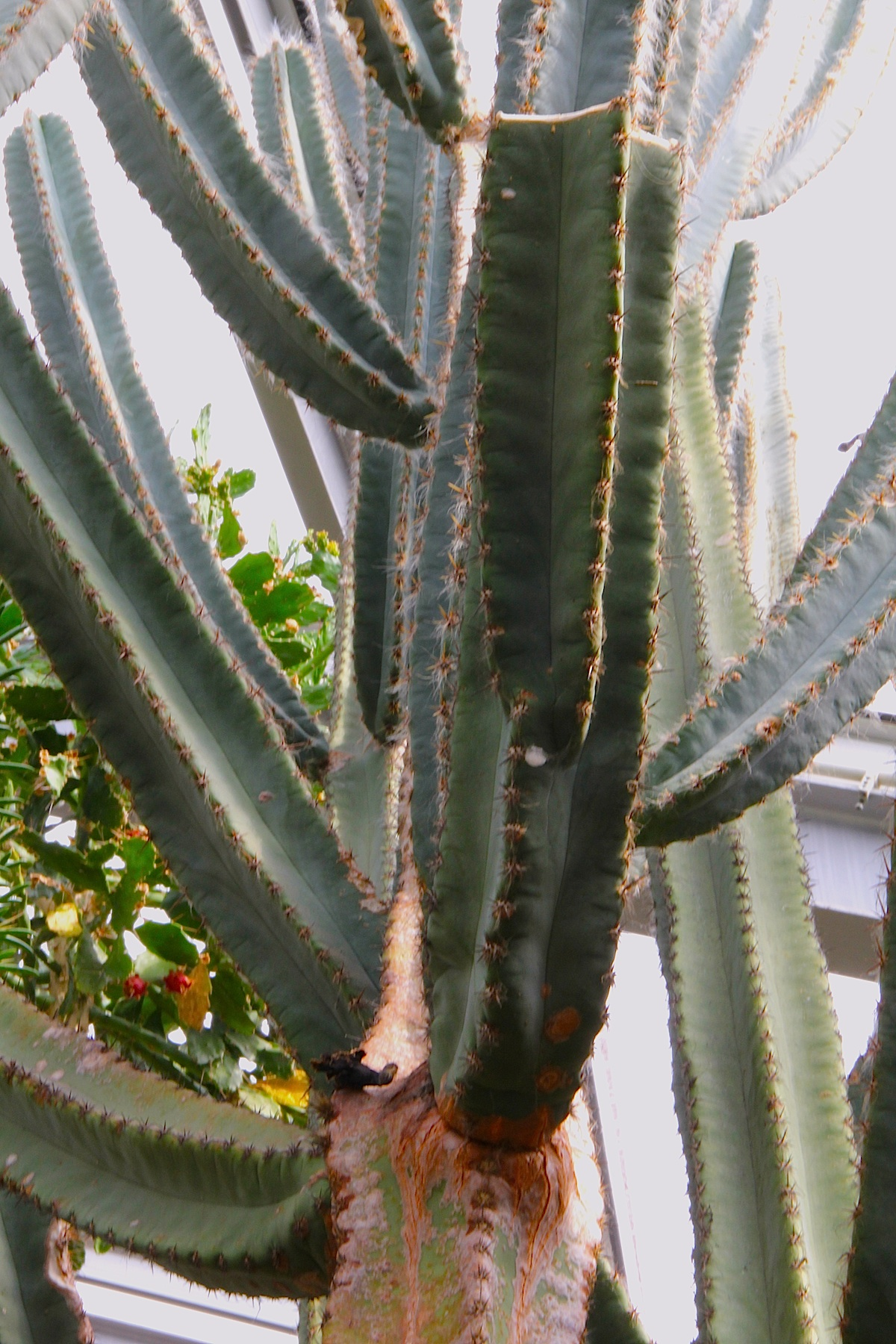
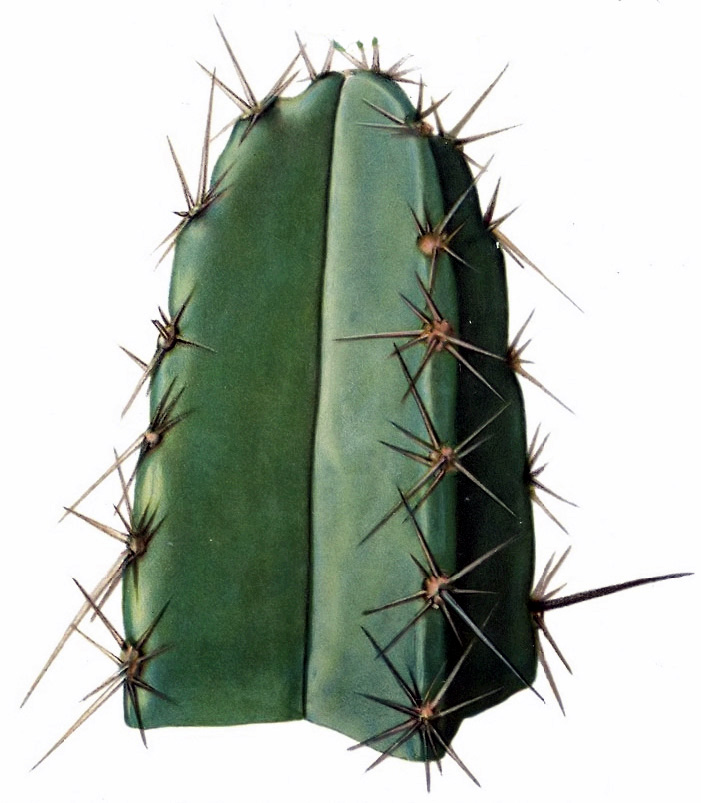
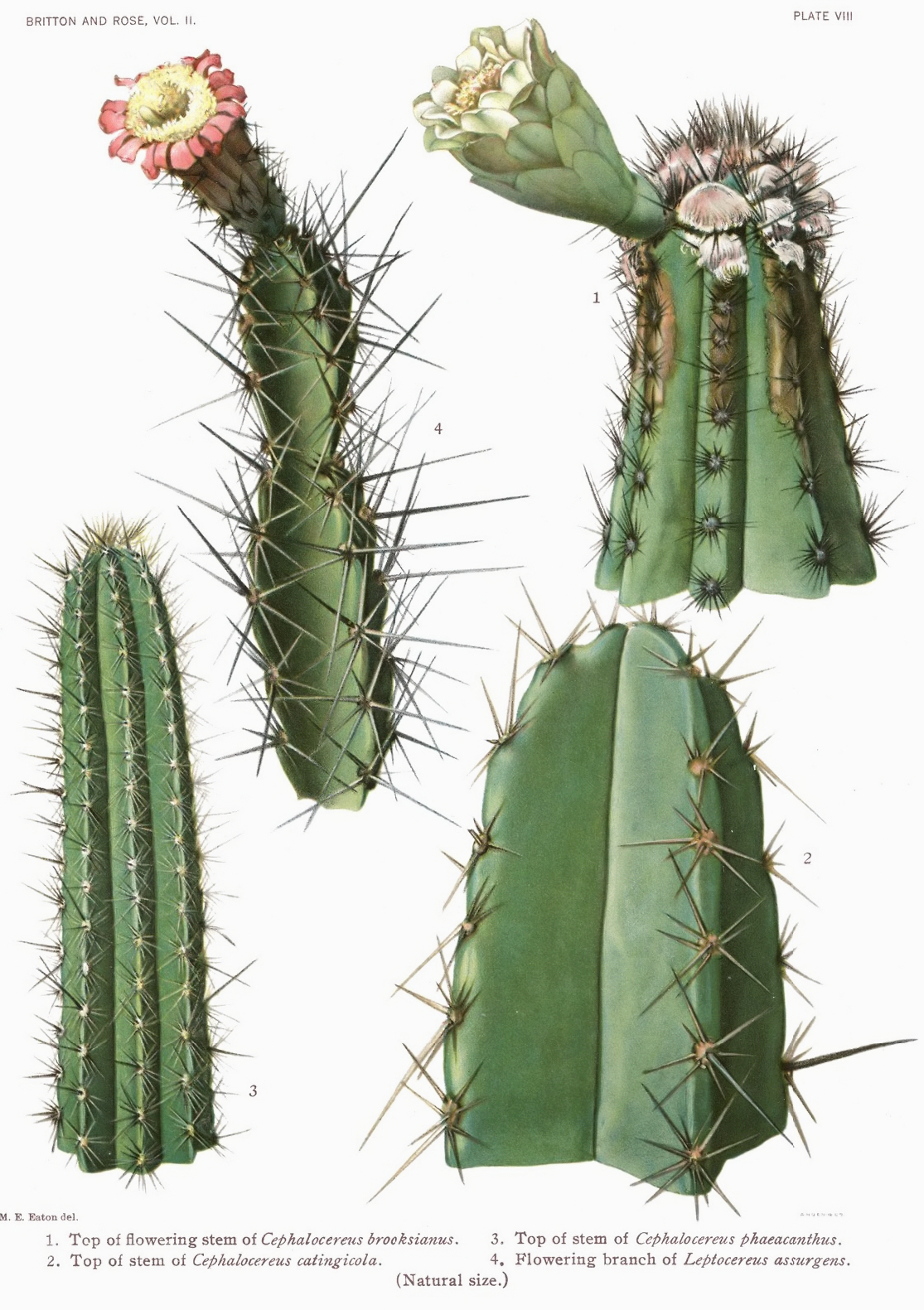